# AGM-Region
Die AGM-Region ist eine Region im sich entwickelnden Wirbeltier-Embryo. AGM steht für Aorta, Gonaden und Mesonephros. Die Region umfasst die dorsale Aorta, das umgebende Mesenchym und die Urogenitalleiste.
Sie entsteht aus einer Struktur namens Splanchnopleura, welche dem Mesoderm (lateral plate mesoderm) zuzurechnen ist. In dieser Region befinden sich spezialisierte Endothelzellen, aus denen hämatopoetische Stammzellen entstehen, welche bei der Bildung der Blutzellen (Hämatopoese) eine wichtige Rolle spielen.